# Megaladapis edwardsi
Megaladapis edwardsi es una especie extinta de lémur gigante que habitó la isla de Madagascar. Se estima que su desaparición ocurrió entre hace aproximadamente 500 y 2,000 años. Se considera una de las especies más grandes dentro del grupo de los lémures gigantes, del cual se han identificado alrededor de 17 especies extintas.

## Características
Aunque podían subirse a los árboles, los lémures gigantes eran predominantemente terrestres, desplazándose sobre las cuatro patas por el suelo de la selva mientras se alimentaban de abundante materia vegetal, en su mayor parte hojas. El cuerpo era muy robusto, con un peso estimado en casi 140 kg. El cerebro era pequeño en comparación con el resto del cuerpo, y el cráneo se alargaba y curvaba ligeramente hacia arriba, de forma más parecida a un herbívoro como un caballo o un rinoceronte. La forma de los huesos nasales invita a pensar en la presencia de un labio elongado y móvil, o incluso de una pequeña trompa, algo insólito para un primate. Bajo el cráneo se insertaba una mandíbula tan robusta como desproporcionada, de un tamaño mayor a la del gorila. Estaba provisto de robustos molares y caninos bien desarrollados, probablemente usados en las luchas por la pareja o el territorio con otros miembros de su especie. Este aparato dental guarda semejanzas con el del género actual Lepilemur.